# Melinoë (Hades)
Melinoë es un personaje del videojuego Hades II. Es la protagonista del juego, hermana de Zagreus, el protagonista de Hades, e hija de su antagonista, Hades. Es una bruja capaz de utilizar técnicas mágicas y armas en combate, y tiene la misión de salvar a su padre matando al Titán Cronos. Está basada en la figura mitológica del mismo nombre. En general, ha recibido una acogida positiva, siendo sus relaciones con Hécate y Némesis notables en la historia del juego.

## Apariciones
Melinoë es la protagonista de Hades II. Se ha entrenado durante un tiempo con la bruja Hécate para matar al Titán Cronos y salvar a su padre, Hades.

## Concepto y creación
Melinoë se basa en la figura mitológica del mismo nombre de la mitología griega, señalada por la escritora de The Guardian Patricia Hernández como un personaje que algunos estudiosos creen que podría ser una sincretización de la diosa Perséfone.  El equipo de Supergiant Games consideró que la escasa información disponible sobre Melinoë era convincente y quiso explorar su historia y sus conexiones familiares, así como "ampliar [su] visión del inframundo". También deseaban "explorar y destacar la magia en la mitología griega y sus conexiones, a menudo malinterpretadas". La voz de Melinoë la pone Judy Alice Lee.

## Recepción
En general, Melinoë ha recibido una acogida positiva. Kazuma Hashimoto, redactor de Siliconera, la encontró interesante, sobre todo por su relación con Némesis, que le pareció intrigante por el nivel de hostilidad que había entre ellas. Brent Koepp, otro redactor de Siliconera, coincidió con él y se sintió identificado con la rivalidad entre Melinoë y Némesis, de la que dijo que "al principio le hervía la sangre". También comentó lo implicado que estaba en la historia de Melinoë, queriendo ayudarla a rescatar a su familia La relación entre Melinoë y Hécate fue un momento destacado para el escritor de ''Arstechnica", Kyle Orland, en particular cómo Hécate pone a prueba la fuerza de Melinoë al convertirse en el primer jefe del juego. Christopher Cruz y Nikki McCann Ramirez, redactores de Rolling Stone, compararon el carácter de Melinoë con el de Zagreus, al que describieron como un deportista, mientras que Melinoë era "mucho más estudiosa, implacablemente disciplinada y rebosante de encanto". Gavin Wichmann, redactor de Destructoid, opinó que el estilo de combate de Melinoë, más versátil que el de Zagreus en el juego anterior, reflejaba el tipo de personaje que era Melinoë. En su opinión, su historia de entrenamiento para derrotar a Chronos se reflejaba en el uso táctico de ciertos movimientos, como sus lanzamientos, para mantener a los enemigos en su sitio. Wichmann también opinaba que Melinoë se diferenciaba de Zagreus en varios aspectos, como que era más serena, calculadora y cuidadosa. Josh Cotts, redactor de Game Rant, opinó que sus diferencias con Zagreus ayudaron a Hades II a evitar estar a la sombra de su predecesor, señalando cómo su sinceridad y seriedad ayudan a hacerla única.
Los críticos han discutido sus conexiones mitológicas; Stefano Castagnola, redactor de IGN Italia, declaró antes del lanzamiento de Hades II que debían tomarse libertades creativas para suavizar el aspecto de la Melinoë mitológica que atormenta a los mortales. El escritor científico Andrei Mihai, redactor de ZME Science, habló de las similitudes y diferencias entre la Melinoë de Hades II y la figura mitológica. Señaló ciertas libertades que se tomaron con la representación, argumentando que se discute si la figura mitológica era una diosa individual, así como si era hija de Zeus o de Hades. La escritora de Mary Sue, Vanessa Esguerra, también discutió el aspecto de Zeus y Hades de la historia de la figura mitológica, valorando que eligieran tomarse libertades con esto y no representar ese aspecto.